# Callicera spinolae
Callicera spinolae là một loài ruồi trong họ Ruồi giả ong (Syrphidae). Loài này được Rondani mô tả khoa học đầu tiên năm 1844. Callicera spinolae phân bố ở vùng Cổ Bắc giới